# Велика Клиса
45°41′ пн. ш. 17°28′ сх. д. / 45.69° пн. ш. 17.47° сх. д.
Велика Клиса (хорв. Velika Klisa) — населений пункт у Хорватії, у Б'єловарсько-Білогорській жупанії у складі громади Джуловаць.

## Населення
Населення за даними перепису 2011 року становило 0 осіб.
Динаміка чисельності населення поселення: